# Coupe d'Europe des vainqueurs de coupe de football 1964-1965
Navigation
Coupe des coupes 1963-1964 Coupe des coupes 1965-1966
La Coupe d'Europe des vainqueurs de coupe 1964-1965 voit le sacre du West Ham United Football Club qui bat le TSV 1860 Munich en finale.
C'est la deuxième fois qu'un club anglais remporte la compétition.

## Premier tour
| Équipe 1             | Résultat | Équipe 2                    | Aller  | Retour | Appui    |
| -------------------- | -------- | --------------------------- | ------ | ------ | -------- |
| Slavia Sofia         | 3 - 1    | Cork Celtic FC              | 1 - 1  | 2 - 0  |          |
| Lausanne-Sports      | 2 - 1    | Budapest Honvéd             | 2 - 0  | 0 - 1  |          |
| KAA La Gantoise      | 1 - 2    | West Ham United             | 0 - 1  | 1 - 1  |          |
| Sparta Prague        | 16 - 0   | Anorthosis Famagouste       | 10 - 0 | 6 - 0  |          |
| Valletta FC          | 1 - 8    | Real Saragosse              | 0 - 3  | 1 - 5  |          |
| Esbjerg fB           | 0 - 1    | Cardiff City FC             | 0 - 0  | 0 - 1  |          |
| Skeid Fotball        | 1 - 2    | FC Haka Valkeakoski         | 1 - 0  | 0 - 2  |          |
| Torino FC            | 5 - 3    | Fortuna Sittard             | 3 - 1  | 2 - 2  |          |
| FC Steaua Bucarest   | 5 - 0    | Derry City FC               | 3 - 0  | 2 - 0  |          |
| AEK Athènes          | 2 - 3    | Dinamo Zagreb               | 2 - 0  | 0 - 3  |          |
| SK Admira Vienne     | 1 - 4    | Legia Varsovie              | 1 - 3  | 0 - 1  |          |
| SC Aufbau Magdebourg | 2 - 2    | Galatasaray SK              | 1 - 1  | 1 - 1  | 1 - 1 ap |
| FC Porto             | 4 - 0    | Olympique lyonnais          | 3 - 0  | 1 - 0  |          |
| Union Luxembourg     | 0 - 10   | TSV 1860 Munich             | 0 - 4  | 0 - 6  |          |
| Dundee FC            | exempté  |                             | -      | -      |          |
| Sporting Portugal    | exempté  | en tant que tenant du titre | -      | -      |          |

1. ↑  Match d'appui disputé à Vienne, Galatasaray SK est qualifié après tirage au sort à la pièce.

## Huitièmes de finale
| Équipe 1            | Résultat | Équipe 2        | Aller | Retour | Appui |
| ------------------- | -------- | --------------- | ----- | ------ | ----- |
| Slavia Sofia        | 4 - 5    | Lausanne-Sports | 1 - 0 | 1 - 2  | 2 - 3 |
| West Ham United     | 3 - 2    | Sparta Prague   | 2 - 0 | 1 - 2  |       |
| Dundee FC           | 3 - 4    | Real Saragosse  | 2 - 2 | 1 - 2  |       |
| Sporting Portugal   | 1 - 2    | Cardiff City FC | 1 - 2 | 0 - 0  |       |
| FC Haka Valkeakoski | 0 - 6    | Torino FC       | 0 - 1 | 0 - 5  |       |
| FC Steaua Bucarest  | 1 - 5    | Dinamo Zagreb   | 1 - 3 | 0 - 2  |       |
| Legia Varsovie      | 3 - 2    | Galatasaray SK  | 2 - 1 | 0 - 1  | 1 - 0 |
| FC Porto            | 1 - 2    | TSV 1860 Munich | 0 - 1 | 1 - 1  |       |

1. ↑  Le match d'appui a été disputé à Rome
2. ↑  Le match d'appui est disputé à Varsovie

## Quarts de finale
| Équipe 1        | Résultat | Équipe 2        | Aller | Retour |
| --------------- | -------- | --------------- | ----- | ------ |
| Lausanne-Sports | 4 - 6    | West Ham United | 1 - 2 | 3 - 4  |
| Real Saragosse  | 3 - 2    | Cardiff City FC | 2 - 2 | 1 - 0  |
| Torino FC       | 3 - 2    | Dinamo Zagreb   | 1 - 1 | 2 - 1  |
| Legia Varsovie  | 0 - 4    | TSV 1860 Munich | 0 - 4 | 0 - 0  |

## Demi-finales
| Équipe 1        | Résultat | Équipe 2        | Aller | Retour | Appui |
| --------------- | -------- | --------------- | ----- | ------ | ----- |
| West Ham United | 3 - 2    | Real Saragosse  | 2 - 1 | 1 - 1  |       |
| Torino FC       | 3 - 5    | TSV 1860 Munich | 2 - 0 | 1 - 3  | 0 - 2 |

1. ↑  Le match d'appui est disputé à Zurich

## Finale
| Équipe 1        | Résultat | Équipe 2        |
| --------------- | -------- | --------------- |
| West Ham United | 2 - 0    | TSV 1860 Munich |